# Bombus sporadicus
Bombus sporadicus ist eine Art der Hummeln in der systematischen Gruppe der Bienen (Apiformes).

## Verbreitung
In Europa ist diese Art in Norwegen, Schweden, Finnland und Russland anzutreffen, dort vor allem in den nördlichen Regionen. Bekannte Populationen gibt es außerdem in der Volksrepublik China (vom Autonomen Gebiet Xinjiang bis zur Ostküste).

## Beschreibung
Diese Hummel ist mittelgroß mit kurzer Zunge und schwarzer bis stark dunkelbrauner Grundfarbe. Sie hat einen beigen Kragen und ein beiges Band, das sich vom hinteren Teil des Mittelkörpers bis zur Mitte des Hinterkörpers erstreckt. Es folgen ein schmalerer schwarzer bis dunkelbrauner Streifen sowie eine weiße Hinterteilspitze. Bombus sporadicus ähnelt stark der Hellgelben Erdhummel, das hintere gelbe Band dieser Art beginnt jedoch erst auf dem Hinterleib und ist schmaler.

## Verhalten
Als häufig besuchte Nahrungsquellen sind Schmalblättriges Weidenröschen (oft an Bahnstrecken) und Vogel-Wicke bekannt.